# 예루살렘 증후군

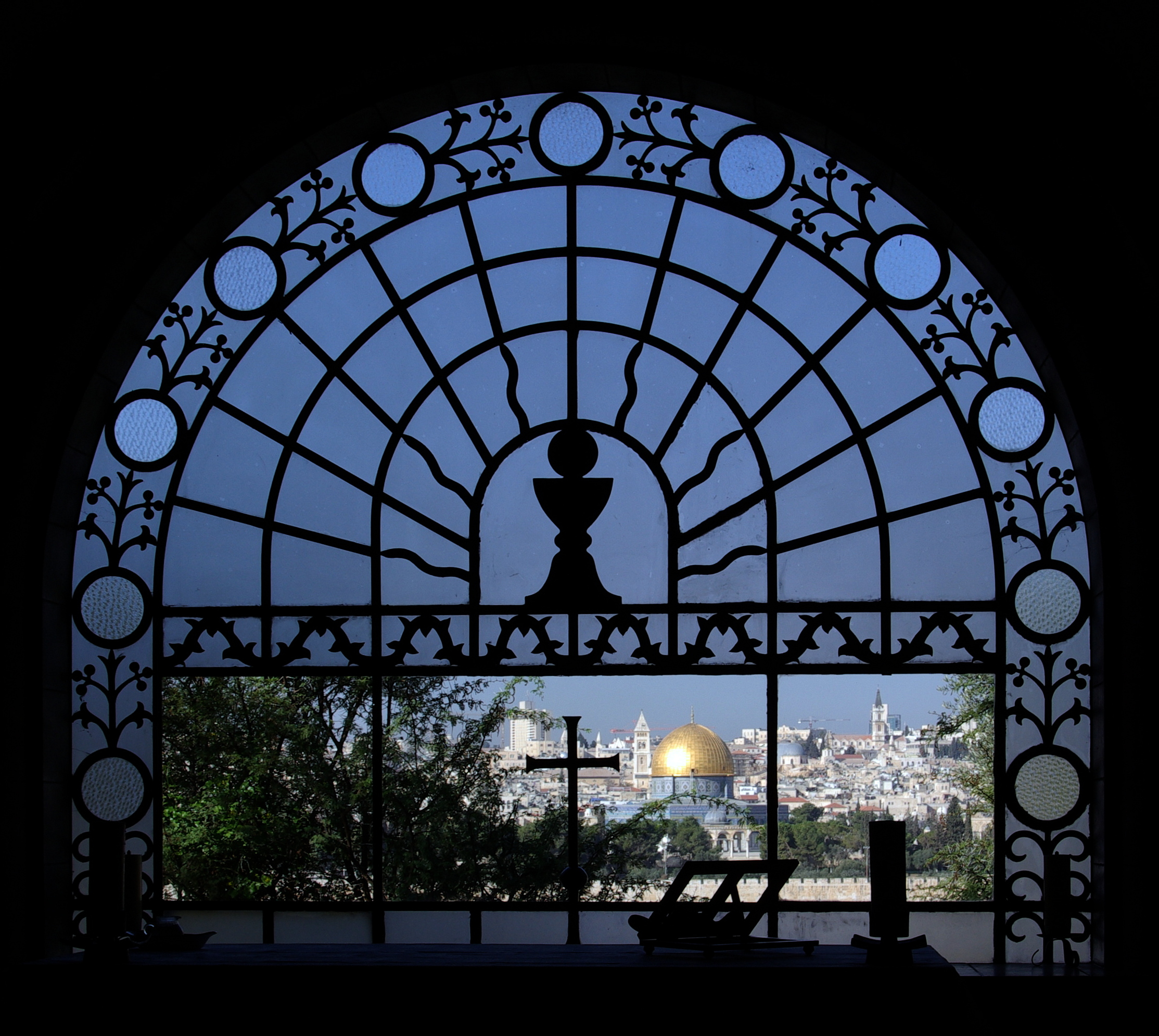
유대·그리스도·이슬람 세 교도의 성지 예루살렘

예루살렘 증후군(영어: Jerusalem syndrome)은 예루살렘을 방문하는 것으로 일으켜지는, 종교를 소재로 하는 강박적 사고, 망상, 그 외의 정신병적 체험의 발증을 수반하는 일련의 심리 현상을 가리킨다. 하나의 종교, 종파에 특유의 것이 아니고, 여러 가지 다른 경력을 가진 유태교, 크리스트교, 이슬람교 신도에게 영향을 주고 있다.
가장 일반적인 예는 아니지만, 지금까지 정신적으로 안정적이고 정신과적 징후가 전혀 없었던 사람이 예루살렘에 도착 후 정신병을 발병하는 게 가장 유명한 예루살렘 증후군 증상이다. 이 정신병의 특징은 격렬한 종교적 주제를 수반하는 것으로, 전형적으로는 수주간 경과하는지, 예루살렘으로부터의 이탈하는 것으로 완쾌에 이른다. 이탈리아·피렌체의 스탕달 신드롬이나, 주로 일본인에게 보고되는 파리 증후군 같은 다른 현상과, 종교를 초점으로 하는 점으로 성격을 달리한다.
바르엘 등은, 영국 정신의학 저널의 2000년 논문에서, 과거의 정신병력이 없는 여행자에게 발현하는 특이한 증후군에 대해 발견해, 이것을 기술했다고 주장한다. 그러나, 이 주장은 M. 칼리안과 E. 위트탐에 의한 비판이 있다. 칼리안과 위트탐에 의하면, 제시된 증상의 근거가 된 여행자의 거의 전원이 예루살렘 방문 이전부터 정신 질환이었다고 한다. 또한, 예루살렘 방문의 뒤에 자발적인 정신병을 나타냈다고 여겨지는 얼마 안되는 비율의 여행자에 대해서, 바르엘 등은 예루살렘 방문 이전에 건강했다는 증거를 아무런 제시하고 있지 않는 것도 지적했다. 예루살렘 증후군은 DSM IV, DSM 5에는 목록에 들어가지 않고, 참조도 되어 있지 않다.

## 역사
예루살렘 증후군은 이전에는 히스테리의 일종으로 간주해져 fievre Jerusalemmiene (예루살렘열)라고 칭해졌다. 1930년대, 예루살렘의 정신병 이학자 하인츠 헬만에 의해 처음으로 임상적으로 언급되었다. 그는 이스라엘에서의 근대 정신병 이학 연구의 선조로서 알려진다. 이러한 증상이 특히 예루살렘의 방문으로 한정해 발생하는 것인지에 대해서는 논쟁이 있다. 그렇다는 것도, 유사한 행동은 메카, 로마 같은 다른 종교적, 역사적으로 중요한 지역에서도 관찰되어 왔기 때문이다 (스탕달 신드롬 참조). 예루살렘 증후군의 증례는, 페릭스 화브리의 여행기나 마제리 견포의 전기에 기술이 있는 것을 비롯하고, 벌써 중세에는 관찰되고 있는 것이 알려진다. 19세기에 예루살렘을 방문한 사람들에 의한 방대한 문학 작품에도 언급이 있다.
바르엘 등은, 2000년의 조사에 대해서는, 자신이 예루살렘에 있다는 사실에 가세해 천년기라는 종교적 의미가 상사는, 예년이면 발증에 이르지 않는 다수의 방문자에게 영향이 및, 예루살렘 증후군의 입원 환자가 격증할 가능성을 시사했다. 2000년, 예루살렘에의 전체적인 여행자 증가에 의해서, 여행자의 입원수도 미증했지만, 위구심 되고 있던 예루살렘 증후군의 유행은 현실에는 일어나지 않았다.

## 유형
고전적인 예루살렘 증후군은, 예루살렘을 방문하는 것에 의해서, 신속하게 혹은 이탈 직후에 쾌유하는 강렬한 종교적 정신 질환을 발병한다고 보이는 것으로, 의학 문헌 상에서 논의의 대상이 되어 왔다. 논의의 대부분은, 이 예루살렘 증후군의 정의가 정신병의 독립한 동류형인지, 혹은 이스라엘의 의학 기관으로 평판되지 않았던 과거의 정신적 질환이 재발한 것인지라는 문제를 둘러싸 행해져 왔다.
이것에 대해 바르엘 등은, 예루살렘에의 방문과 정신병 관련의 사고 회로와의 사이에서의 다종의 인과관계를 반영하도록, 예루살렘 증후군을 3종의 유형으로 크게 나누었다. 그러나, 칼리안과 미트담은, 바르엘은 나타난 자세한 유형 방법이나 예후에의 정당성을 나타내는 증거를 아무것도 제시하고 있지 않고, 이러한 유형은 실제 동일한 증후군이 다른 측면이라고는 말하기 어렵고, 오히려 무관계하게 생각할 수 있다며 비판하고 있다.

### 유형 I
'과거의 정신 질환에 부과된 예루살렘 증후군' 이는 예루살렘을 방문하기 전에 벌써 정신병을 앓고 있다고 진단된 환자를 가리킨다. 전형적으로는, 종교적 사상에 영향을 받고 예루살렘에 간 사람들로, 자주 도착시나 체제중에 완수하지 않으면 안 된다고 생각하는 목적이나 사명을 마음에 그리고 있다. 예를 들면, 환자는 자신이 중요한 역사적 종교가라고 믿거나 장대한 종교적 사상이나 발상 (유대교로의 메시아 도래나 그리스도의 재림을 일으키는 등)에 영향을 받고 있는 경우를 생각할 수 있다.

### 유형 II
'특이적인 사상이 거듭해 합쳐져 복잡화한 예루살렘 증후군' 이는 반드시 정신 질환의 형태를 취하지 않고, 개인적으로, 또는 특이한 신비적 신앙을 가진 종교 단체의 일원으로서 단순하게 예루살렘이 가지는 중요성에 대해 문화적으로 이상이라고도 할 수 있는 집착을 보이는 경우가 있다.

### 유형 III
'과거의 정신 질환과 겹치지 않는 독립한 형태로서의 예루살렘 증후군' 이것이 가장 유명한 유형으로, 과거 정신적으로 안정되어 있던 인간이 예루살렘에 들어가고 나서 정신병을 앓는 것이다. 이 정신병의 특징은 격렬한 종교적 성격을 띠는 것으로, 전형적으로는 수주간의 경과나 동지역으로부터 이탈 후에 완쾌에 이른다. 단기적 정신병성삽간증의 진단군과 공통되는 특징도 있지만, 그와는 다른 패턴의 행동도 지적된다.
1. 불안, 흥분, 신경질, 긴장, 그 외의 명기되지 않는 증상이 있다.
2. 단체나 가족으로부터 멀어져 예루살렘에 단독으로 여행하고 싶다고 표명한다. 예루살렘 증후군을 눈치 채, 걸리는 표명의 중대함을 인식한 여행 가이드는, 증후군이 다음의 단계에 진행하는 것을 막기 위해, 이 시점이 되면 여행자에게 정신의학적 진단을 받도록 의료 시설을 권해도 좋다. 동행자가 없는 경우, 이러한 단계는 통상 회피할 수 없다.
3. 청결 번뇌에서 벗어나 깨끗하지 않으면 있을 수 없다. 입욕이나 샤워를 하는 것에 집착한다. 강박적으로 손발톱을 깎는다.
4. 자주 호텔의 시트나 베갯잇을 이용하면서, 발목까지의 긴 토가장의 가운을 준비한다. 색은 정해져 흰색이다.
5. 성서의 찬미노래나 소절을 외치거나 성가나 영가를 큰 소리로 노래한다. 이 타입의 증상은 호텔 직원이나 여행 가이드에 있어서 경종이 되므로, 이 경우 여행자를 전문 치료에 걸리게 하는 것에 맡아야 한다. 이를 놓치면, 마지막 2단계가 발현한다.
6. 통곡의 벽 등 , 예루살렘 내의 성지로 행렬, 행진한다.
7. 성지에서 설교를 실시한다. 설교는 전형적으로는 인류에 의해 건전, 도덕적이고 검소한 삶의 방법을 도입하도록 탄원하는 것을 취지로 한다. 설교는 전형적으로는 준비 부족하고 지리멸렬이다.

바르엘 등은 13년간에 걸쳐서 그러한 증례를 42례 보고했지만, 어느 증례에 대해도 실제로 증상이 일시적인 것을 확인하는 것에는 이르지 않았다.

## 이환률
예루살렘의 쿠파르 샤울 정신 의료 센터에의 입원 사례를 분석한 13년 간 (1980년- 1993년)의 사이, 이스라엘을 소재로 하는 심각한 정신 문제를 가진 여행자가 한 의원에 1200명 소개되었던 것이 보고되었다. 이 사이 470명이 입원했다. 같은 증상을 호소하는 여행자는 연간 평균해 100명에 달해, 그 안 40명은 입원을 필요로 했다. 그러나, 예루살렘에는 매년 약 350만명의 여행자가 방문한다. 칼리안과 위트탐은, 동시를 방문하는 여행자의 전체 수에서의 비율에서, 다른 도시와 현저한 상위는 볼 수 없다고 지적한다.

## 팝 문화
심슨 제16화 예루살렘 순례 투어에서는, 심슨 일가가 이스라엘에 여행해, 호머가 예루살렘 증후군에 습격당한다. 예루살렘 증후군과 그것이 호머에게 주는 영향이 이야기의 핵심적 주제의 하나가 되고 있다.

## 같이 보기
- 문화 충격
- 민워르드 증후군
- 파리 증후군
- 스탕달 증후군
- 유대교 메시아 주장자
- 메시아 주장자 목록

## 참고 문헌
- Kalian, M.; Catinari, S.; Heresco-Levi, U.; Witztum, E. "Spiritual Starvation in a holy space – a form of Jerusalem Syndrome", Mental Health, Religion & Culture 11(2): 161-172, 2008.
- Kalian, M.; Witztum,E. "Facing a Holy Space: Psychiatric hospitalization of tourists in Jerusalem". In: Kedar, Z.B.; Werblowsky, R.J., Eds.: Sacred Space: Shrine, City, Land. MacMillan and The Israel Academy of Sciences and Humanities, 1998.
- Kalian, M.; Witztum. E. "Jerusalem Syndrome as reflected in the pilgrimage and biographies of four extraordinary women from the 14th century to the end of the 2nd Millennium". Mental Health, Religion and Culture 5, 2002.
- Van der Haven, A. "The holy fool still speaks. The Jerusalem Syndrome as a religious subculture". In: Mayer, T.; Mourad, S.A., Eds.: Jerusalem. Idea and Reality. Routledge, 2008, pp. 103–122.
- Witztum, E.; Kalian, M. "The Quest for redemption: Reality and Fantasy in the Mission to Jerusalem". In: Hare, P.A.; and Kressel, G.M., Eds.: Israel as Center Stage. Bergin and Garvy, 2001.
- Witztum E., Kalian M., "Overwhelmed by spirituality in Jerusalem" in '"Emotion in Motion" - Tourism, Affect and Transformation. Edited by David Picard and Mike Robinson. Ashgate, UK. 2012